# Північна Болгарія
43°15′55″ пн. ш. 25°24′41″ сх. д. / 43.26521° пн. ш. 25.41138° сх. д.

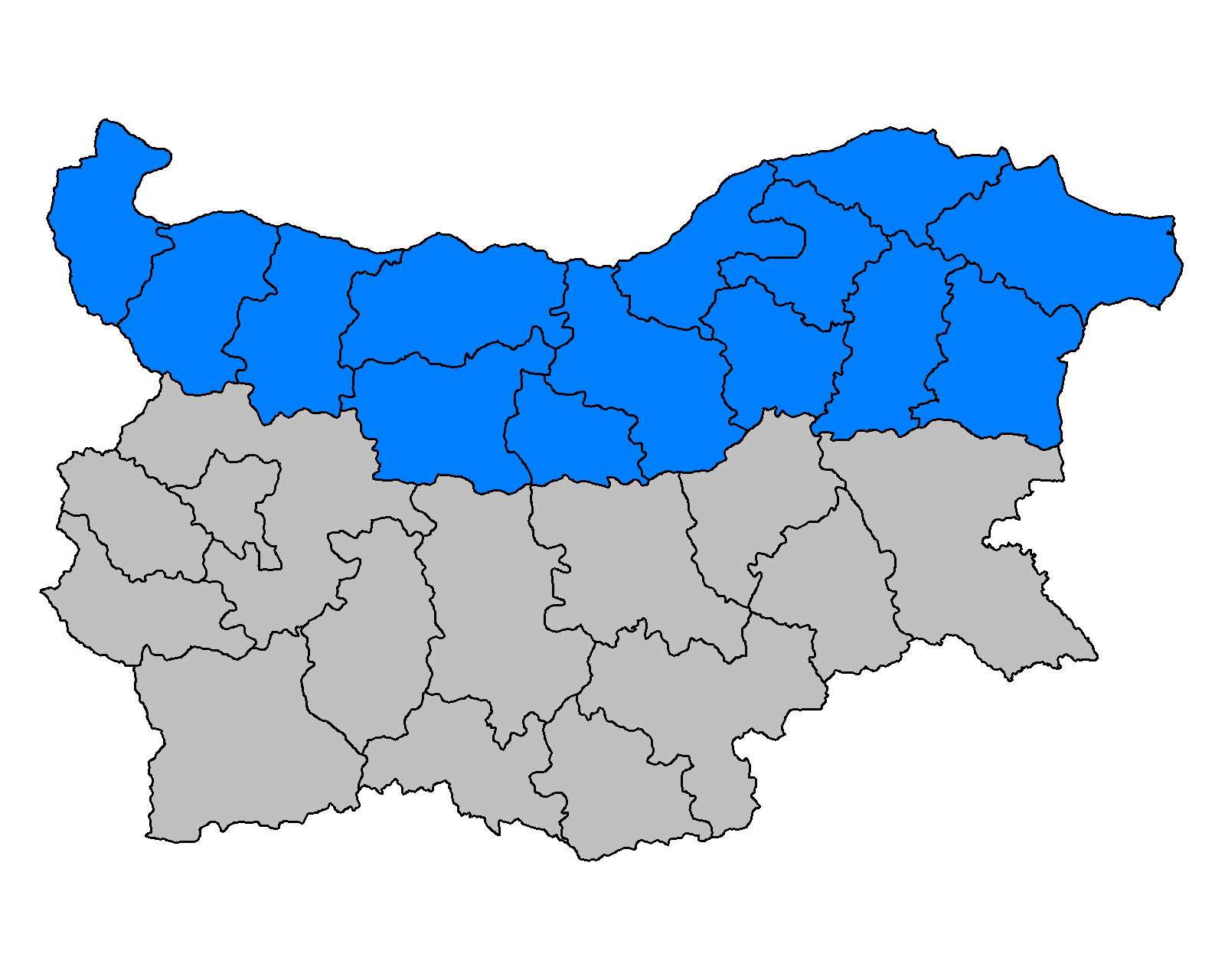
Північна Болгарія

Півні́чна Болга́рія є частиною Республіки Болгарія, розташована на північ від головного хребта Стара планина, який розділяє країну на північ і південь. В природно-географічному плані рельєф є порівняно одноманітний, переважає горбиста Дунайська рівнина. Тут зосереджено 38 % населення всієї Болгарії. Великі міста Варна, Русе та Плевен.
В адміністративному плані Північна Болгарія включає такі 14 областей:
- Варненська область (24)
- Великотирновська область (25)
- Відінська область (26)
- Врачанська область (27)
- Габровська область (4)
- Добрицька область (3)
- Ловецька область (8)
- Монтанська область (9)
- Плевенська область (12)
- Разградська область (14)
- Русенська область (15)
- Силістринська область (17)
- Тирговиштська область (23)
- Шуменська область (16)

Площа Північної Болгарії становить 48 495,1 км², а населення краю на 2004 р. — 2 935 127 осіб (60,5 осіб/км²).
Історично Північна Болгарія займає історичний регіон Мезії та Добруджи (Південна Добруджа)

## Галерея

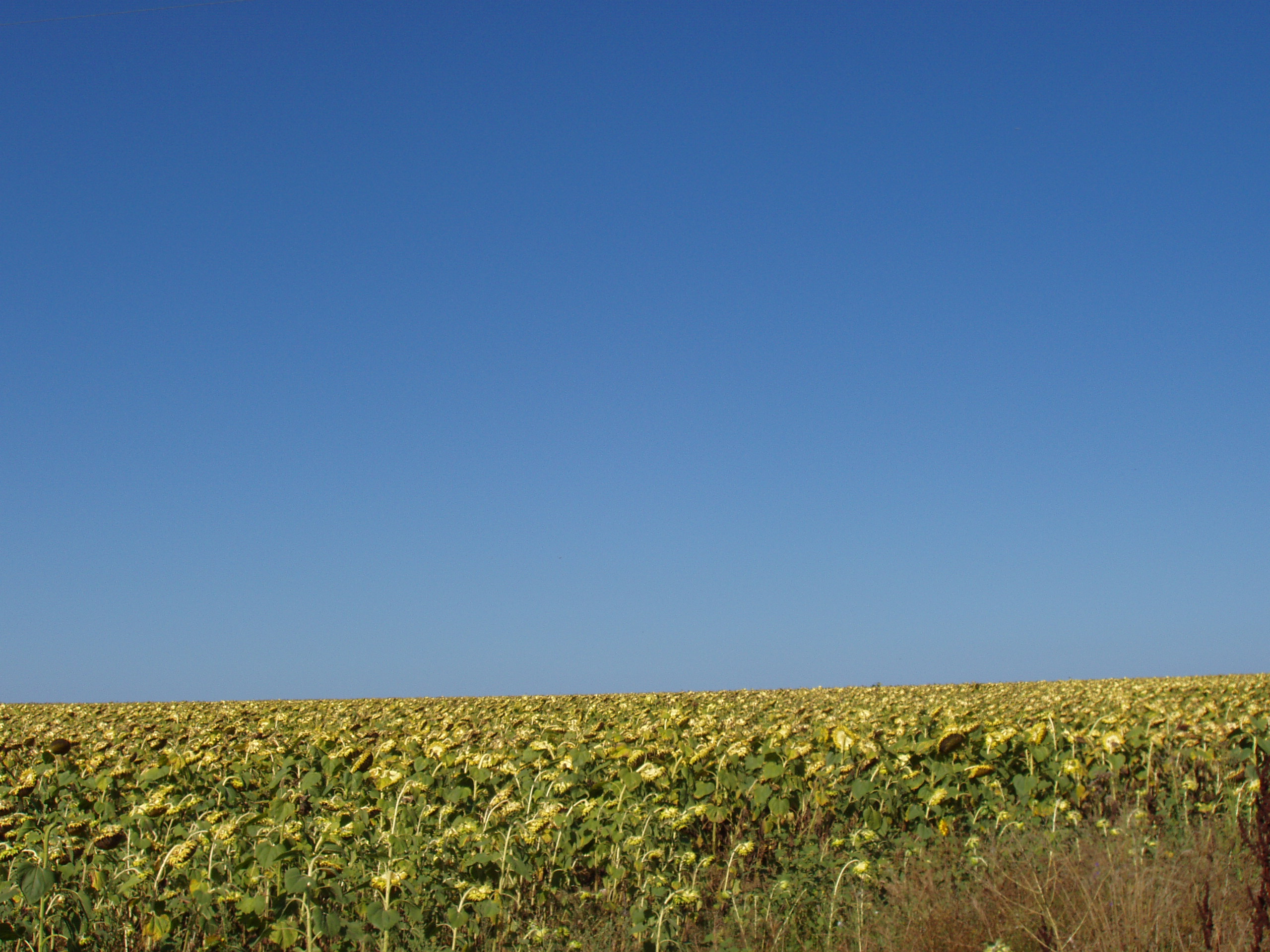
Родючі рівнини Добруджи
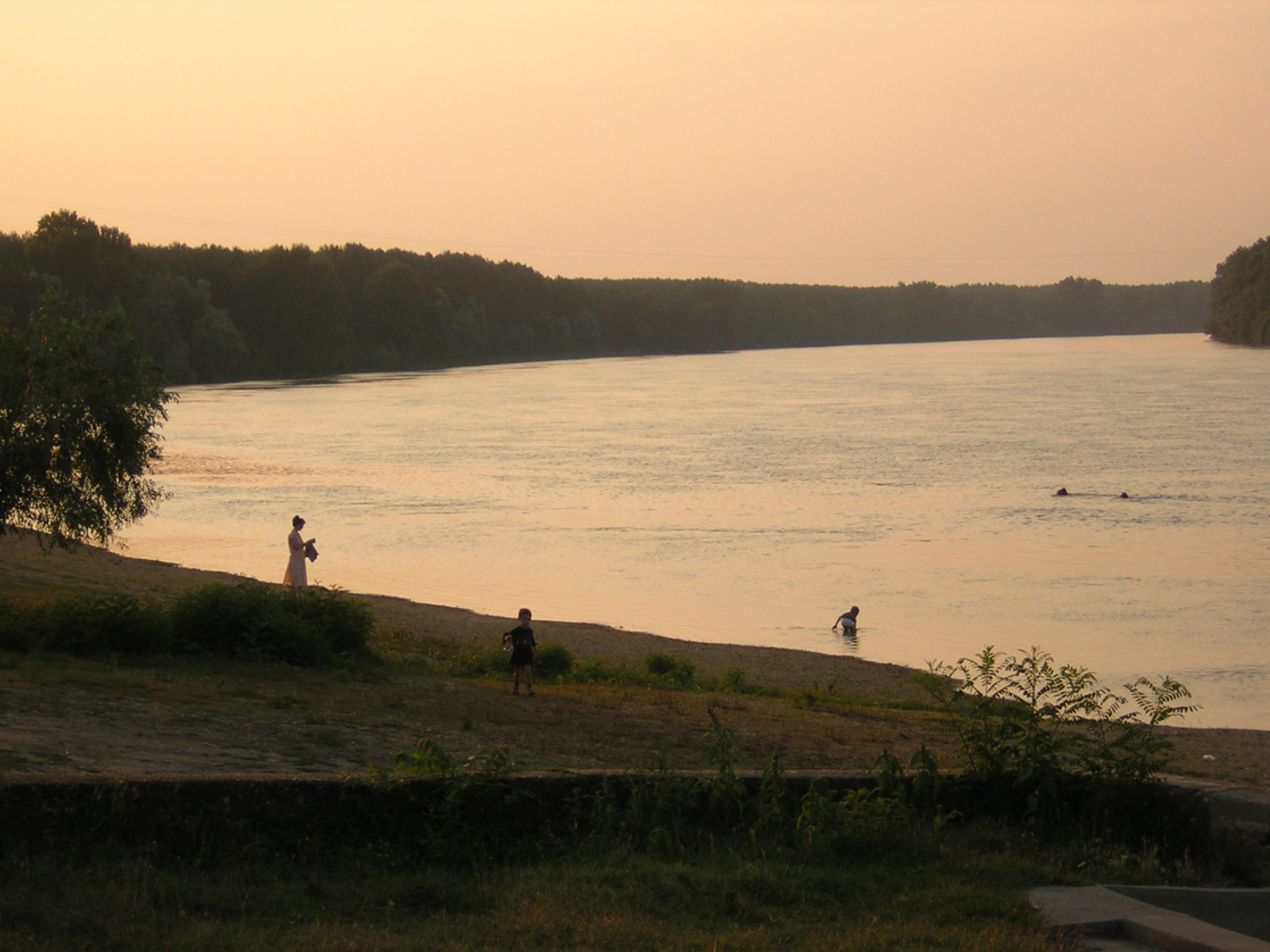
Дунай в Белене
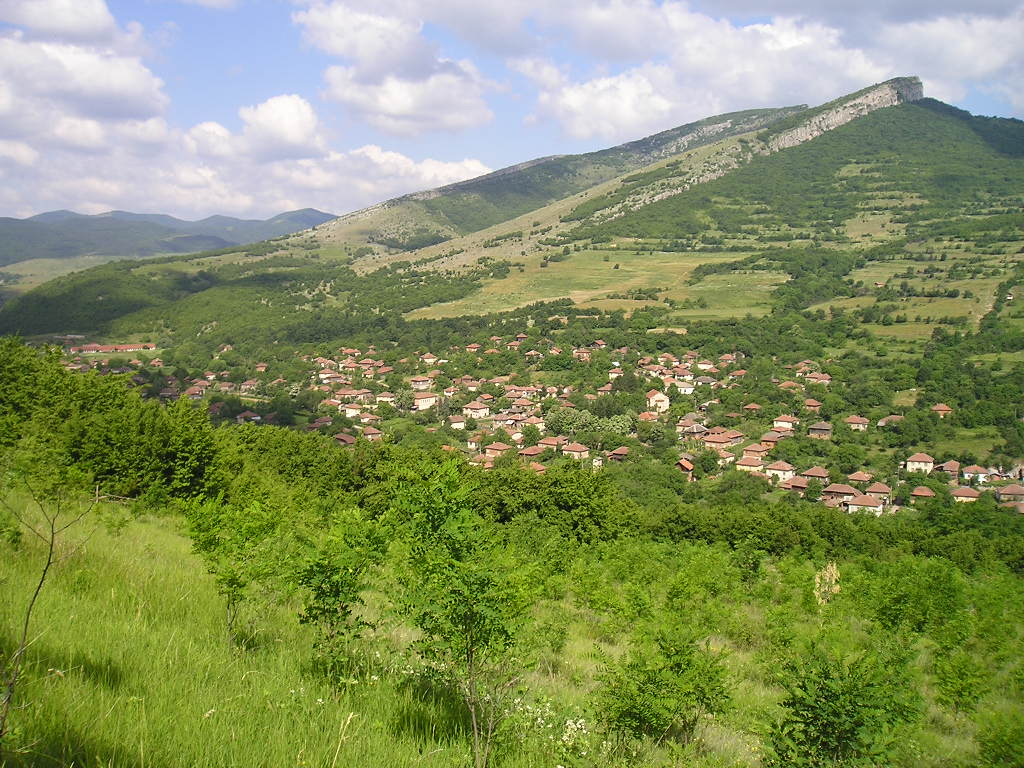
Село в північно-західній частині Балканських гір
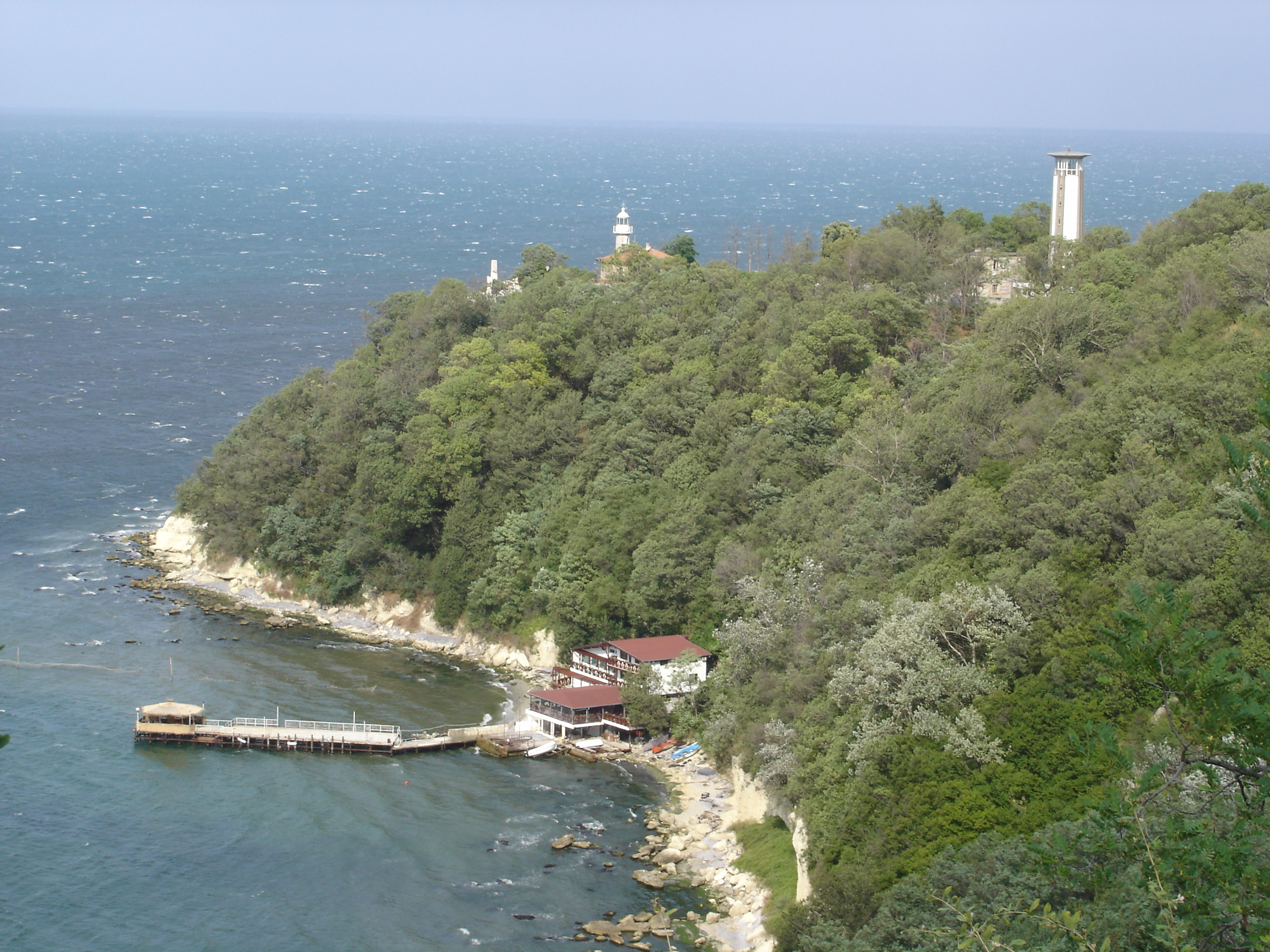
Чорноморське узбережжя Болгарії поблизу міста Варна